# Saint-Hubert club de France
Le Saint-Hubert club de France (SHCF) est créé en 1902 pour protéger la chasse française du braconnage. Depuis 116 ans, il contribue à l'émergence des structures sportives internationales et participe toujours à l’évolution du domaine en développant l’éthique d’une chasse française moderne et écologique.

## Les origines
Le comte Justinien Clary est élu président du Saint-Hubert club de France (SHCF) lors de la première assemblée générale de 1903, en présence de Paul Cunisset-Carnot, autre membre fondateur. Ses deux actions prioritaires, soutenues par la revue Le Saint-Hubert, sont la formation d’un corps national d’agents de contrôle (les Saint-Hubert) et la constitution d’une association des garde-chasses avec création d’une caisse de retraite et de secours mutuel qui existe déjà chez les braconniers. Soutenu par les pouvoirs publics le SHCF est reconnu d’utilité publique par décret dès le 10 avril 1904. Les réalisations concrètes suivent rapidement : la Mutuelle du Saint-Hubert, caisse de retraite pour toute personne exerçant une profession rattachée à l’exercice de la chasse voit le jour en 1906 et une brigade d’agents de la sûreté dite brigade de chasse est mise à disposition du SHCF par le Ministère de l’Intérieur l’année suivante.

## L’entre-deux guerres

### En France
Le SHCF participe dès 1913 à la création du premier parc national français, celui du Pelvoux et vote en 1914 une subvention pour la constitution de la Société des parcs nationaux. Il poursuit cet effort ensuite de façon continue. Dès 1925, il demande la création d'un Office national de la chasse et la mise en place d’un examen préalable à l’obtention du permis de chasse. Il participe deux ans plus tard à la création de l’Association amicale des lieutenants de louveterie puis à celle de l'école des gardes de Rambouillet qu’il soutient en 1928 par quatre bourses de 3 000 francs pour subvenir aux frais des élèves, suivies de deux autres l’année suivante. Le comte Justinien Clary décède en 1933 et Maxime Ducrocq lui succède à la présidence du SHCF.

### Rôle international
Dès 1904, le SHCF compte parmi ses 7 650 membres de nombreuses têtes couronnées d’Europe et 19 délégations se créent à l’étranger. Sous l’impulsion de Clary l’Union internationale de chasse (UIC) est créée à Lausanne (Suisse) le 4 juin 1921. Son siège social est alors fixé en France au 21 rue de Clichy à Paris où elle demeure jusqu'en 1973. Les membres fondateurs en sont : l'Afrique du Sud, l'Angleterre, la Belgique, le Danemark, les États-Unis d'Amérique, la France, la Norvège, les Pays-Bas, la Roumanie et la Suède. Justinien Clary en assure la présidence jusqu’à son décès en 1933. Lors de l'assemblée générale de 1938, l'UIC prend le nom de Fédération internationale de tir aux armes sportives de chasse (FITASC). Maxime Ducrocq est également à l’origine du Conseil international de la chasse (CIC) fondé à Paris en 1930 dont il est le premier président. Plusieurs chefs d'Etat et monarques de différents pays ont été membres du SHCF qui conserve par exemple dans ses archives la lettre du président des Etats-Unis Theodore Roosvelt demandant à être admis au Saint Hubert Club de France. 
Le 4 février 2019, l'entente paneuropéenne des Clubs Saint Hubert est lancée officiellement à Belgrade, en partenariat avec le Saint Hubert Club de Serbie et en présence d'une délégation française du Saint Hubert composée d'Henri de Grossouvre, Bernard Lozé (administrateur du Saint Hubert et président d'honneur du Conseil International de la Chasse / CIC), Maître Jérôme Barré, Ardavan Amir-Aslani, Stanislas Parvulesco[réf. nécessaire], Aloïs Haven et d'une délégation russe dirigée par Alexander Zvyagintsev, président de l'association internationale des procureurs et ancien procureur général adjoint de la fédération de Russie.

## Depuis 1945
Après l’Armistice, le SHCF s’engage dans la lutte contre les nouveaux problèmes pour la chasse : la divagation des chiens, l'utilisation des pesticides et insecticides par l’agriculture et à partir de 1953, la lutte contre la myxomatose qui décime les lapins de garenne. Dès 1964, la Ve République apporte des réponses structurelles : inauguration de l’Ecole nationale professionnelle et technique de la chasse au château du Bouchet à Dry (Loiret), loi Verdeille pour les associations communales et intercommunales de chasse agréées (ACCA). En 1971, la chasse est détachée du ministère de l’agriculture au profit d’un ministère délégué auprès du Premier ministre chargé de la protection de la nature et de l’environnement. L’année suivante le Conseil supérieur de la chasse est remplacé par un Conseil national de la chasse et un Office national de la chasse. Depuis le SHCF s’efforce de rester un organe de réflexion en organisant cafés-philo, colloques et dîners-débats autour des problèmes liés à la chasse. La Revue du Saint Hubert Club de France a été publiée sans interruption de 1902 jusqu'à aujourd'hui.

## Jeunes Saint-Hubert
Depuis 2016 existe une branche de jeunesse du club. Elle est chapeautée par Aloïs Haven.

## Présidents
- 1903-1933 : Justinien Clary[7]
- 1933-1947 : Maxime Ducrocq
- 1947-1968 : Charles Radot
- 1968-1979 : Georges Desbrière
- 1979-1992 : Henri de Pontalba
- 1992-1999 : Jean Servat
- 1999-2010 : Jacques Chevalier
- 2010-2018 : Victor Scherrer
- 2018-2019 : Henri de Grossouvre
- Depuis 2019: Alexandre Col

## Membres
- Comte Justinien Clary, premier président fondateur en 1903
- Pierre Waldeck-Rousseau (1846-1904), président du Conseil des ministres français
- Paul Cunisset-Carnot, membre fondateur en 1903
- SM Leopold II, roi des Belges (1835-1909)
- Maxime Ducrocq, vice-président du SHCF, fonde le CIC (Conseil International de la chasse) en 1930
- Baron Henri de Rothschild (1872-1947), entrepreneur, philanthrope, docteur en médecine, auteur dramatique
- Oscar II (1829-1907), roi de Suède et de Norvège
- Alexandre Berthier, prince de Wagram (1836-1911), président d'honneur du Saint Hubert Club de France
- Hugo, prince von Radolin (1841-1917), diplomate prussien d'origine polonaise, ambassadeur à Paris
- Georges Clémenceau (1841-1929), président du conseil des ministres français, ministre de la guerre
- Jean Casimir-Perier (1847-1907), président de la République, président d'honneur du Saint Hubert Club de France
- The honourable Gerald Lascelles, deputy to the New-Forest (1849-1928)
- SAI, le grand Duc Alexis de Russie (1850-1908)
- Maurice Rouvier (1842-1911), banquier, journaliste, homme politique républicain, président du Conseil des ministres
- SAI Prince Roland Bonaparte (1858-1924), géographe et botaniste
- Theodore Roosevelt (1858-1919), 26e président des Etats-Unis d'Amérique, créateur des premiers parcs nationaux des Etats-Unis
- SM Charles 1er, roi de Portugal (1863-1908)
- SM Alphonse XIII, roi d'Espagne (1886-1941)
- Jean Servat (1929-2012), "pionnier de la protection de la nature", président du Saint Hubert Club de France
- Alain Vasselle, né en 1947, sénateur de l'Oise
- Renaud Denoix de Saint-Marc, secrétaire général du gouvernement (1986-1995), vice-président du Conseil d'Etat
- Yves de Chaisemartin, PDG du Groupe Hersant et d'Altran Technologies
- Ladislas Poniatowski, né en 1946, prince polonais, sénateur de l'Eure
- Bernard Lozé, financier, président du CIC (Conseil International de la Chasse)
- Victor Scherrer, né en 1943, industriel, collectionneur d'art, essayiste
- Willi Schraen, né en 1969, chef d'entreprises, président de la Fédération Nationale des Chasseurs
- Guy Teissier, député (depuis 1993), président de la commission défense de l'Assemblée Nationale (2002-2012)
- François Patriat, président du groupe LREM au Sénat (depuis juin 2017)
- Comte Henri de Monspey, maître d'équipage (Bourbonnais), homme d'affaires (Moscou)

### Sources
- Ivanne Trippenbach, « Flirt d’extrême droite au plus vieux club de chasse de France », L'Opinion,‎ 14 juin 2019 (lire en ligne).